# Ú
Ú, ú (u con tilde aguda) es una letra latina usada en los idiomas  checo, eslovaco,   húngaro e islandés, así como en sus respectivos sistemas de escritura. Esta letra también aparece en los idiomas catalán, español, gallego, irlandés, italiano, neerlandés,  occitano, portugués y vietnamita, como una variante de la letra "u". Algunas veces se emplea en préstamos lingüísticos del inglés.

## Empleo en distintos idiomas

### Checo
Ú/ú es la trigésimo cuarta letra del alfabeto checo y  representa una /ui/. Siempre es la primera letra de una palabra salvo en palabras compuestas tales como trojúhelník (triángulo) la cual se compone por dos palabras: troj, que se deriva de tri y significa "tres", y úhel, que significa ángulosi esta letra se encuentra al medio de la palabra, la letra U se usa en su lugar.

### Chino
En chino pinyin (transliteración del chino mandarín al alfabeto latino) Ú/ú es el tono ascendente (tono yángpíng) del propio sonido de la vocal "u".

### Eslovaco
Ú/ú es la trigésimo novena letra del alfabeto eslovaco y se representa el sonido /ui/.

### Español
Ú se usa en el idioma español para denotar una sílaba de "ú" con una entonación anormal.

### Gaélico escocés
Ó fue extensamente usado en el gaélico escocés por única vez, pero se ha sustituido por "ò". Esto aún puede encontrarse en ciertos registros pero no se usa en su norma ortográfica.

### Húngaro
Ú es la trigésimo sexta letra del alfabeto húngaro y se representa con el sonido de /ui/.

### Islandés
Ú/ú es la vigésima quinta letra del alfabeto islandés y se representa con el sonido de /u/.

### Italiano
En italiano la Ú es una variante de "U" que lleva una tilde aguda, representa una /u/ que lleva un acento tónico. Se usa sólo si es la última letra de la palabra excepto en diccionarios.

### Feroés
Ú/ú es la vigesimocuarta letra del alfabeto feroés y puede representar los siguientes sonidos.
- Corta[u]. en palabras como krúss [krus], (taza de café).
- Corta[u]. después /uv/ en palabras como kúgv [kuvv] "vaca", pero incluso en brúdleyp[brúdleip](nupcial).
- Larga[iu]. diptongo en úti [iuiti]"fuera".hús [hauis] "casa" y jú [jau] "pero".

### Polaco
Ó es la vigésimo primera letra del alfabeto polaco y se representa /u/.  

### Vietnamita
En el alfabeto vietnamita up es el tono sác (tono ascendente) de "u".